# CHM Montalivet

Entree van CHM Montalivet

CHM Montalivet is een naturistencamping met naaktstrand in de Franse Médoc. Het is de oudste van Europa. 
Het recreatiegebied ligt bij het plaatsje Vendays-Montalivet aan de Atlantische kust. De oppervlakte bedraagt ruim 170 hectare. Het terrein is opgedeeld in een caravan-gedeelte, een tentenkamp, een stacaravan-gedeelte en een recreatiewoningen-gedeelte.

## Geschiedenis
Het recreatiegebied is op 23 juli 1950 opgericht als een van de eerste ter wereld. Aan de Franse kust was naaktrecreatie ('sans maillot') bij de plaatselijke bevolking al vrij gebruikelijk. Kort voor de Tweede Wereldoorlog werd er al een regionaal netwerk van stedelijke naturistenclubs opgezet, en van daaruit ontsproot het idee om naturisme te combineren met toerisme, dat in opkomst was. In 1950 was een stuk grond beschikbaar gekomen omdat daar een stuk bos afgebrand was, en het werd herbestemd om recreatiegebied te worden.
In 1953 werd op deze plaats een congres gehouden waarop de oprichtingspapieren van de Internationale Naturistenfederatie werden ondertekend.